# Elecciones municipales de 2015 en la provincia de Cáceres
Las Elecciones Municipales de 2015 en la provincia de Cáceres se celebraron el 24 de mayo de 2015, junto con las elecciones a la Asamblea de Extremadura de 2015.

## Resultados electorales

### Resultados globales
| ← Elecciones municipales de 2015 en la provincia de Cáceres → |         |           |            |            |
| Partido                                                       | Votos   | Variación | Porcentaje | Concejales |
| Participación                                                 | 252 281 | 10 141    | 74,71 %    | -          |
| Votos nulos                                                   | 7 191   | 989       | 2,85 %     | -          |
| Voto en blanco                                                | 3959    | 965       | 1,62 %     | -          |
| PSOE                                                          | 95 452  | 546       | 38,95 %    | 816        |
| PP                                                            | 94 716  | 25 501    | 39,65 %    | 718        |
| Cs                                                            | 11 963  | 11 963    | 4,87 %     | 30         |
| Ganemos-IU                                                    | 9 783   | 2902      | 3,99 %     | 35         |
| Extremeños                                                    | 8940    | 7131      | 3,65 %     | 69         |
| UPyD                                                          | 1767    | 1156      | 0,72 %     | 3          |

### Resultados en los principales municipios
En la siguiente tabla se muestran los resultados electorales en los 20 municipios más habitados de la provincia de Cáceres.
| Municipio                                          | Municipio                             | Alcalde y gobierno saliente                                            | Partido | Votos  | %     | Concejales | +/- | Alcalde y gobierno electo                                              |
| -------------------------------------------------- | ------------------------------------- | ---------------------------------------------------------------------- | ------- | ------ | ----- | ---------- | --- | ---------------------------------------------------------------------- |
|                                                    | Cáceres 25 concejales                 | - Alcalde: Elena Nevado del Campo (PP) - Gobierno municipal: PP        | PP      | 17 454 | 34,46 | 11         | 5   | - Alcalde: Elena Nevado del Campo (PP) - Gobierno municipal: PP        |
| PSOE                                               | Cáceres 25 concejales                 | - Alcalde: Elena Nevado del Campo (PP) - Gobierno municipal: PP        | 13 986  | 27,61  | 8     | 1          |     | - Alcalde: Elena Nevado del Campo (PP) - Gobierno municipal: PP        |
| C’s                                                | Cáceres 25 concejales                 | - Alcalde: Elena Nevado del Campo (PP) - Gobierno municipal: PP        | 7055    | 13,93  | 4     | 4          |     | - Alcalde: Elena Nevado del Campo (PP) - Gobierno municipal: PP        |
| Cáceres eres tú                                    | Cáceres 25 concejales                 | - Alcalde: Elena Nevado del Campo (PP) - Gobierno municipal: PP        | 4448    | 8,78   | 2     | 2          |     | - Alcalde: Elena Nevado del Campo (PP) - Gobierno municipal: PP        |
|                                                    | Plasencia 21 concejales               | - Alcalde: Fernando Pizarro (PP) - Gobierno municipal: PP              | PP      | 8 700  | 42,15 | 11         | 2   | - Alcalde: Fernando Pizarro (PP) - Gobierno municipal: PP              |
| PSOE                                               | Plasencia 21 concejales               | - Alcalde: Fernando Pizarro (PP) - Gobierno municipal: PP              | 5 337   | 25,86  | 7     | 1          |     | - Alcalde: Fernando Pizarro (PP) - Gobierno municipal: PP              |
| C’s                                                | Plasencia 21 concejales               | - Alcalde: Fernando Pizarro (PP) - Gobierno municipal: PP              | 1426    | 6,91   | 1     | 1          |     | - Alcalde: Fernando Pizarro (PP) - Gobierno municipal: PP              |
| Extremeños                                         | Plasencia 21 concejales               | - Alcalde: Fernando Pizarro (PP) - Gobierno municipal: PP              | 1359    | 6,58   | 1     | 1          |     | - Alcalde: Fernando Pizarro (PP) - Gobierno municipal: PP              |
| Plasencia en Común                                 | Plasencia 21 concejales               | - Alcalde: Fernando Pizarro (PP) - Gobierno municipal: PP              | 1349    | 6,54   | 1     | 1          |     | - Alcalde: Fernando Pizarro (PP) - Gobierno municipal: PP              |
|                                                    | Navalmoral de la Mata 17 concejales   | - Alcalde: Rafael Mateos (PP) - Gobierno municipal: PP                 | PSOE    | 2415   | 29,72 | 6          | 2   | - Alcalde: Raquel Medina (PSOE) - Gobierno municipal: PSOE             |
| PP                                                 | Navalmoral de la Mata 17 concejales   | - Alcalde: Rafael Mateos (PP) - Gobierno municipal: PP                 | 2270    | 27,93  | 5     | 4          |     | - Alcalde: Raquel Medina (PSOE) - Gobierno municipal: PSOE             |
| Grupo Independiente por Navalmoral                 | Navalmoral de la Mata 17 concejales   | - Alcalde: Rafael Mateos (PP) - Gobierno municipal: PP                 | 996     | 12,26  | 2     | 1          |     | - Alcalde: Raquel Medina (PSOE) - Gobierno municipal: PSOE             |
| C’s                                                | Navalmoral de la Mata 17 concejales   | - Alcalde: Rafael Mateos (PP) - Gobierno municipal: PP                 | 914     | 11,25  | 2     | 2          |     | - Alcalde: Raquel Medina (PSOE) - Gobierno municipal: PSOE             |
| Extremeños                                         | Navalmoral de la Mata 17 concejales   | - Alcalde: Rafael Mateos (PP) - Gobierno municipal: PP                 | 681     | 8,38   | 1     | 1          |     | - Alcalde: Raquel Medina (PSOE) - Gobierno municipal: PSOE             |
| IU                                                 | Navalmoral de la Mata 17 concejales   | - Alcalde: Rafael Mateos (PP) - Gobierno municipal: PP                 | 584     | 7,19   | 1     | 0          |     | - Alcalde: Raquel Medina (PSOE) - Gobierno municipal: PSOE             |
|                                                    | Coria 17 concejales                   | - Alcalde: José Manuel García Ballestero (PP) - Gobierno municipal: PP | PP      | 3551   | 48,79 | 10         | 1   | - Alcalde: José Manuel García Ballestero (PP) - Gobierno municipal: PP |
| PSOE                                               | Coria 17 concejales                   | - Alcalde: José Manuel García Ballestero (PP) - Gobierno municipal: PP | 2000    | 27,48  | 5     | 1          |     | - Alcalde: José Manuel García Ballestero (PP) - Gobierno municipal: PP |
| Coria sí puede                                     | Coria 17 concejales                   | - Alcalde: José Manuel García Ballestero (PP) - Gobierno municipal: PP | 820     | 11,27  | 2     | 2          |     | - Alcalde: José Manuel García Ballestero (PP) - Gobierno municipal: PP |
|                                                    | Miajadas 17 concejales                | - Alcalde: Juan Luis Isidro (PP) - Gobierno municipal: PP              | PSOE    | 2595   | 45,16 | 8          | 1   | - Alcalde: Antonio Díaz Alías (PSOE) - Gobierno municipal: PSOE        |
| PP                                                 | Miajadas 17 concejales                | - Alcalde: Juan Luis Isidro (PP) - Gobierno municipal: PP              | 2312    | 40,24  | 7     | 2          |     | - Alcalde: Antonio Díaz Alías (PSOE) - Gobierno municipal: PSOE        |
| Ganemos Miajadas                                   | Miajadas 17 concejales                | - Alcalde: Juan Luis Isidro (PP) - Gobierno municipal: PP              | 649     | 11,29  | 2     | 1          |     | - Alcalde: Antonio Díaz Alías (PSOE) - Gobierno municipal: PSOE        |
|                                                    | Trujillo 13 concejales                | - Alcalde: Alberto Casero (PP) - Gobierno municipal: PP                | PP      | 2987   | 54,87 | 8          | 1   | - Alcalde: Alberto Casero (PP) - Gobierno municipal: PP                |
| PSOE                                               | Trujillo 13 concejales                | - Alcalde: Alberto Casero (PP) - Gobierno municipal: PP                | 1673    | 30,73  | 4     | 1          |     | - Alcalde: Alberto Casero (PP) - Gobierno municipal: PP                |
| Ganemos Trujillo                                   | Trujillo 13 concejales                | - Alcalde: Alberto Casero (PP) - Gobierno municipal: PP                | 669     | 12,29  | 1     | 0          |     | - Alcalde: Alberto Casero (PP) - Gobierno municipal: PP                |
|                                                    | Talayuela 13 concejales               | - Alcalde: Raúl Miranda (PP) - Gobierno municipal: PP                  | PP      | 1109   | 37,63 | 5          | 0   | - Alcalde: Raúl Miranda (PP) - Gobierno municipal: PP                  |
| PSOE                                               | Talayuela 13 concejales               | - Alcalde: Raúl Miranda (PP) - Gobierno municipal: PP                  | 1018    | 34,54  | 5     | 1          |     | - Alcalde: Raúl Miranda (PP) - Gobierno municipal: PP                  |
| C’s                                                | Talayuela 13 concejales               | - Alcalde: Raúl Miranda (PP) - Gobierno municipal: PP                  | 498     | 16,9   | 2     | 2          |     | - Alcalde: Raúl Miranda (PP) - Gobierno municipal: PP                  |
| IU                                                 | Talayuela 13 concejales               | - Alcalde: Raúl Miranda (PP) - Gobierno municipal: PP                  | 294     | 9,98   | 1     | 1          |     | - Alcalde: Raúl Miranda (PP) - Gobierno municipal: PP                  |
|                                                    | Moraleja 13 concejales                | - Alcalde: Pedro Caselles (PP) - Gobierno municipal: PP                | PSOE    | 2329   | 55,56 | 7          | 1   | - Alcalde: César Herrero (PSOE) - Gobierno municipal: PSOE             |
| PP                                                 | Moraleja 13 concejales                | - Alcalde: Pedro Caselles (PP) - Gobierno municipal: PP                | 1792    | 42,75  | 6     | 1          |     | - Alcalde: César Herrero (PSOE) - Gobierno municipal: PSOE             |
|                                                    | Jaraíz de la Vera 13 concejales       | - Alcalde: Bonifacio Sánchez Cruz (PSOE) - Gobierno municipal: PSOE    | PSOE    | 1040   | 29,62 | 5          | 1   | - Alcalde: Antonio Fraile (PP) - Gobierno municipal: PP                |
| PP                                                 | Jaraíz de la Vera 13 concejales       | - Alcalde: Bonifacio Sánchez Cruz (PSOE) - Gobierno municipal: PSOE    | 1039    | 29,54  | 4     | 1          |     | - Alcalde: Antonio Fraile (PP) - Gobierno municipal: PP                |
| Extremeños                                         | Jaraíz de la Vera 13 concejales       | - Alcalde: Bonifacio Sánchez Cruz (PSOE) - Gobierno municipal: PSOE    | 728     | 20,73  | 3     | 3          |     | - Alcalde: Antonio Fraile (PP) - Gobierno municipal: PP                |
| Ganemos Jaraíz                                     | Jaraíz de la Vera 13 concejales       | - Alcalde: Bonifacio Sánchez Cruz (PSOE) - Gobierno municipal: PSOE    | 397     | 11,31  | 1     | 1          |     | - Alcalde: Antonio Fraile (PP) - Gobierno municipal: PP                |
|                                                    | Arroyo de la Luz 13 concejales        | - Alcalde: Santos Jorna (PSOE) - Gobierno municipal: PSOE              | PSOE    | 2105   | 57,26 | 8          | 1   | - Alcalde: María Isabel Molano (PSOE) - Gobierno municipal: PSOE       |
| Ganemos Arroyo                                     | Arroyo de la Luz 13 concejales        | - Alcalde: Santos Jorna (PSOE) - Gobierno municipal: PSOE              | 816     | 22,20  | 3     | 1          |     | - Alcalde: María Isabel Molano (PSOE) - Gobierno municipal: PSOE       |
| PP                                                 | Arroyo de la Luz 13 concejales        | - Alcalde: Santos Jorna (PSOE) - Gobierno municipal: PSOE              | 706     | 19,21  | 2     | 2          |     | - Alcalde: María Isabel Molano (PSOE) - Gobierno municipal: PSOE       |
|                                                    | Montehermoso 13 concejales            | - Alcalde: Carlos Labrador (PSOE) - Gobierno municipal: PSOE           | PSOE    | 1533   | 44,65 | 6          | 1   | - Alcalde: Mar Mateos (PSOE) - Gobierno municipal: PSOE                |
| PP                                                 | Montehermoso 13 concejales            | - Alcalde: Carlos Labrador (PSOE) - Gobierno municipal: PSOE           | 929     | 27,06  | 4     | 1          |     | - Alcalde: Mar Mateos (PSOE) - Gobierno municipal: PSOE                |
| Ganemos Montehermoso                               | Montehermoso 13 concejales            | - Alcalde: Carlos Labrador (PSOE) - Gobierno municipal: PSOE           | 816     | 22,20  | 3     | 0          |     | - Alcalde: Mar Mateos (PSOE) - Gobierno municipal: PSOE                |
|                                                    | Valencia de Alcántara 13 concejales   | - Alcalde: Pablo Carrilho (PP) - Gobierno municipal: PP                | PSOE    | 1623   | 50,02 | 7          | 1   | - Alcalde: Alberto Piris (PSOE) - Gobierno municipal: PSOE             |
| PP                                                 | Valencia de Alcántara 13 concejales   | - Alcalde: Pablo Carrilho (PP) - Gobierno municipal: PP                | 1288    | 39,84  | 5     | 0          |     | - Alcalde: Alberto Piris (PSOE) - Gobierno municipal: PSOE             |
| Agrupación Independiente por Valencia de Alcántara | Valencia de Alcántara 13 concejales   | - Alcalde: Pablo Carrilho (PP) - Gobierno municipal: PP                | 263     | 8,13   | 1     | 1          |     | - Alcalde: Alberto Piris (PSOE) - Gobierno municipal: PSOE             |
|                                                    | Malpartida de Plasencia 13 concejales | - Alcalde: Marcelo Barrado (PP) - Gobierno municipal: PP               | PSOE    | 1724   | 63,34 | 7          | 4   | - Alcalde: Raúl Barrado (PSOE) - Gobierno municipal: PSOE              |
| PP                                                 | Malpartida de Plasencia 13 concejales | - Alcalde: Marcelo Barrado (PP) - Gobierno municipal: PP               | 936     | 34,39  | 4     | 2          |     | - Alcalde: Raúl Barrado (PSOE) - Gobierno municipal: PSOE              |
|                                                    | Casar de Cáceres 11 concejales        | - Alcalde: Florencio Rincón (PSOE) - Gobierno municipal: PSOE          | PSOE    | 1491   | 48,02 | 6          | 0   | - Alcalde: Rafael Pacheco (PSOE) - Gobierno municipal: PSOE            |
| PP                                                 | Casar de Cáceres 11 concejales        | - Alcalde: Florencio Rincón (PSOE) - Gobierno municipal: PSOE          | 1337    | 43,06  | 5     | 0          |     | - Alcalde: Rafael Pacheco (PSOE) - Gobierno municipal: PSOE            |
|                                                    | Malpartida de Cáceres 11 concejales   | - Alcalde: Alfredo Aguilera (PP) - Gobierno municipal: PP              | PP      | 1362   | 50,02 | 6          | 0   | - Alcalde: Alfredo Aguilera (PP) - Gobierno municipal: PP              |
| PSOE                                               | Malpartida de Cáceres 11 concejales   | - Alcalde: Alfredo Aguilera (PP) - Gobierno municipal: PP              | 1287    | 47,26  | 5     | 1          |     | - Alcalde: Alfredo Aguilera (PP) - Gobierno municipal: PP              |
|                                                    | Hervás 11 concejales                  | - Alcalde: Sergio Pérez Martín (PSOE) - Gobierno municipal: PSOE       | PSOE    | 856    | 35,49 | 4          | 3   | - Alcalde: Patricia Valle (PSOE) - Gobierno municipal: PSOE            |
| Agrupación de Electores que Hervás quiere          | Hervás 11 concejales                  | - Alcalde: Sergio Pérez Martín (PSOE) - Gobierno municipal: PSOE       | 780     | 32,24  | 4     | 4          |     | - Alcalde: Patricia Valle (PSOE) - Gobierno municipal: PSOE            |
| PP                                                 | Hervás 11 concejales                  | - Alcalde: Sergio Pérez Martín (PSOE) - Gobierno municipal: PSOE       | 748     | 31,01  | 3     | 1          |     | - Alcalde: Patricia Valle (PSOE) - Gobierno municipal: PSOE            |
|                                                    | Torrejoncillo 11 concejales           | - Alcalde: Moisés Paniagua (PP) - Gobierno municipal: PP               | PP      | 992    | 52,24 | 6          | 0   | - Alcalde: Moisés Paniagua (PP) - Gobierno municipal: PP               |
| PSOE                                               | Torrejoncillo 11 concejales           | - Alcalde: Moisés Paniagua (PP) - Gobierno municipal: PP               | 870     | 45,81  | 5     | 0          |     | - Alcalde: Moisés Paniagua (PP) - Gobierno municipal: PP               |
|                                                    | Jarandilla de la Vera 11 concejales   | - Alcalde: Víctor Manuel Soria (PSOE) - Gobierno municipal: PSOE       | PSOE    | 945    | 52,88 | 6          | 0   | - Alcalde: Fermín Encabo (PSOE) - Gobierno municipal: PSOE             |
| PP                                                 | Jarandilla de la Vera 11 concejales   | - Alcalde: Víctor Manuel Soria (PSOE) - Gobierno municipal: PSOE       | 720     | 40,29  | 5     | 0          |     | - Alcalde: Fermín Encabo (PSOE) - Gobierno municipal: PSOE             |
|                                                    | Losar de la Vera 11 concejales        | - Alcalde: Germán Domínguez Martín (PSOE) - Gobierno municipal: PSOE   | PSOE    | 902    | 53,92 | 7          | 1   | - Alcalde: Germán Domínguez Martín (PSOE) - Gobierno municipal: PSOE   |
| Extremeños                                         | Losar de la Vera 11 concejales        | - Alcalde: Germán Domínguez Martín (PSOE) - Gobierno municipal: PSOE   | 380     | 22,71  | 2     | 1          |     | - Alcalde: Germán Domínguez Martín (PSOE) - Gobierno municipal: PSOE   |
| PP                                                 | Losar de la Vera 11 concejales        | - Alcalde: Germán Domínguez Martín (PSOE) - Gobierno municipal: PSOE   | 357     | 21,34  | 2     | 2          |     | - Alcalde: Germán Domínguez Martín (PSOE) - Gobierno municipal: PSOE   |
|                                                    | Alcuéscar 11 concejales               | - Alcalde: Juan Caballero (PP) - Gobierno municipal: PP                | PSOE    | 705    | 43,12 | 5          | 0   | - Alcalde: Narciso Muñozo (PSOE) - Gobierno municipal: PSOE            |
| PP                                                 | Alcuéscar 11 concejales               | - Alcalde: Juan Caballero (PP) - Gobierno municipal: PP                | 653     | 38,84  | 4     | 1          |     | - Alcalde: Narciso Muñozo (PSOE) - Gobierno municipal: PSOE            |
| Socialistas Independientes de Extremadura          | Alcuéscar 11 concejales               | - Alcalde: Juan Caballero (PP) - Gobierno municipal: PP                | 268     | 16,39  | 2     | 1          |     | - Alcalde: Narciso Muñozo (PSOE) - Gobierno municipal: PSOE            |